# Popovický vrch
Popovický vrch (německy Pfaffenberg), místními nazývaný Popovičák, je mírně protáhlý 360 metrů vysoký nefelinitový zalesněný kopec obklopený okrajovými částmi Děčína. Název získal podle děčínské městské části Popovice, která se nachází na jihovýchodním úbočí kopce. Na severovýchodní úbočí dosahuje městská část Letná. Horní Oldřichov ze severozápadu a Krásný Studenec z jihozápadu jsou od kopce dále. 
Na opačné straně nad Děčínskou kotlinou se nachází kopec s podobným jménem: Popovičský vrch (531 m).

## Geomorfologie
Vrch má podobu nesouměrného hřbetu tvořeného olivinickým nefelinitem, na jehož úbočích se nachází listnatým lesem porostlá suťová pole.

## Význam
Po zprovoznění televizního vysílače Buková hora byl na Popovickém vrchu vybudován televizní převáděč pokrývající členitý terén Děčínské kotliny. Od přechodu na digitální signál slouží jako vykrývač. V letech 1972 až 1992 byla na východním svahu v provozu sjezdovka s umělým povrchem. Tato sjezdovka byla první svého druhu v Československu a na ní začínal s lyžováním skikrosař Tomáš Kraus.

## Přístup
Přes Popovický vrch nevede žádná značená turistická cesta. Vrchol je přístupný od jihozápadu lesní cestou, je však zalesněn a není z něho prakticky žádný výhled. Zato z okraje lesa je řada dobrých výhledů.

## Galerie

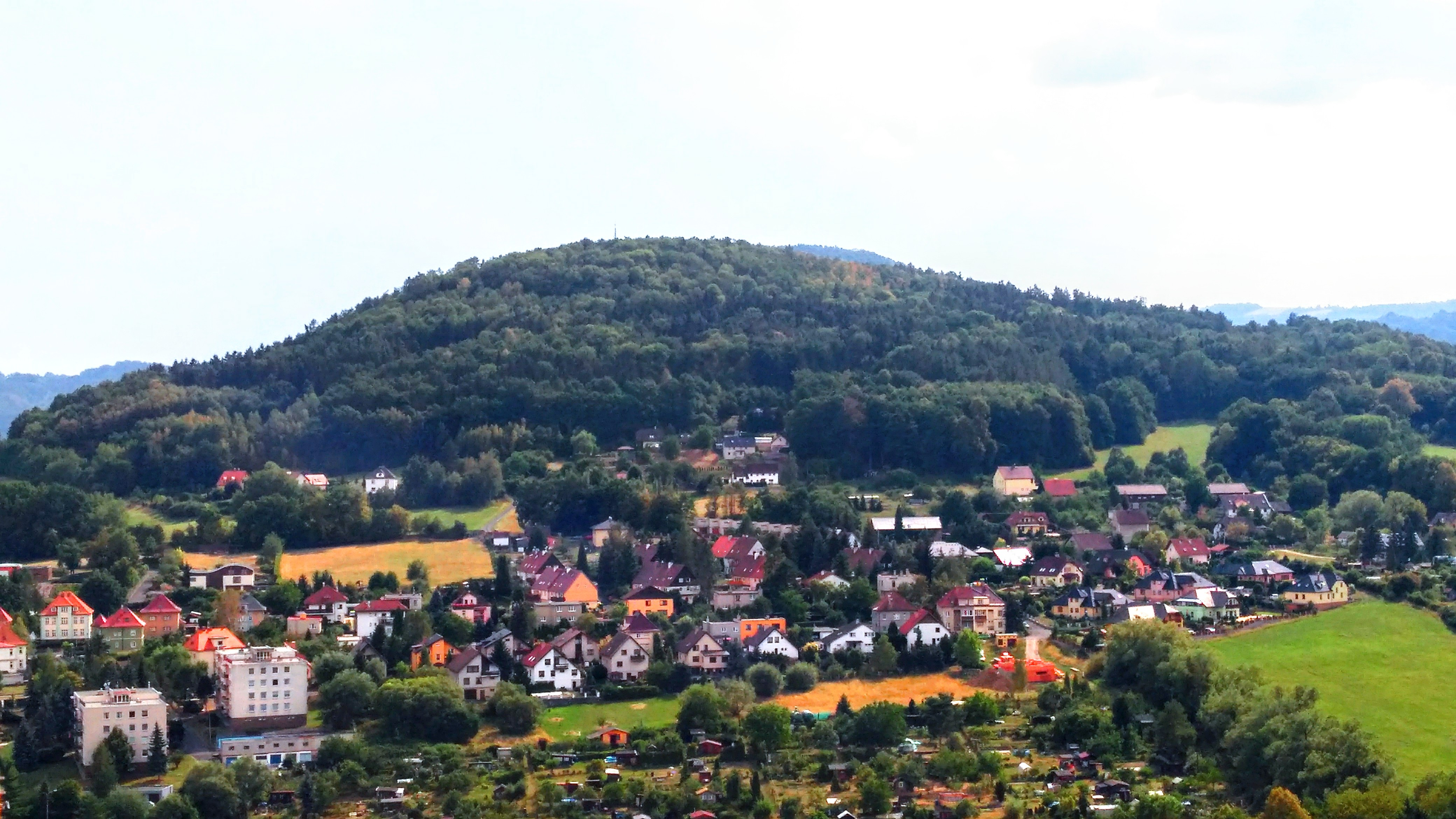
Pohled ze severu. Dole čtvrť Letná (Děčín)
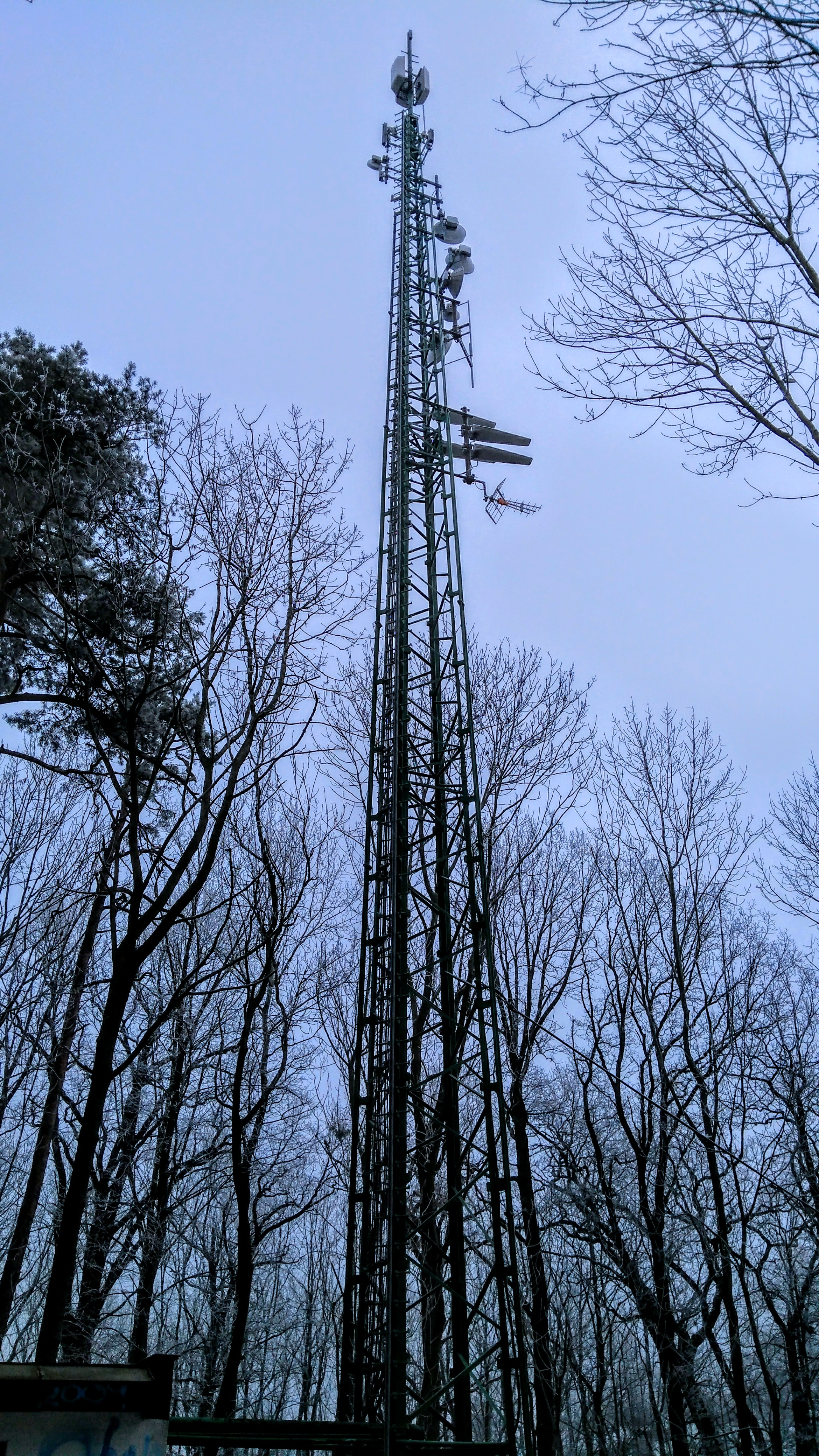
Vykrývač.
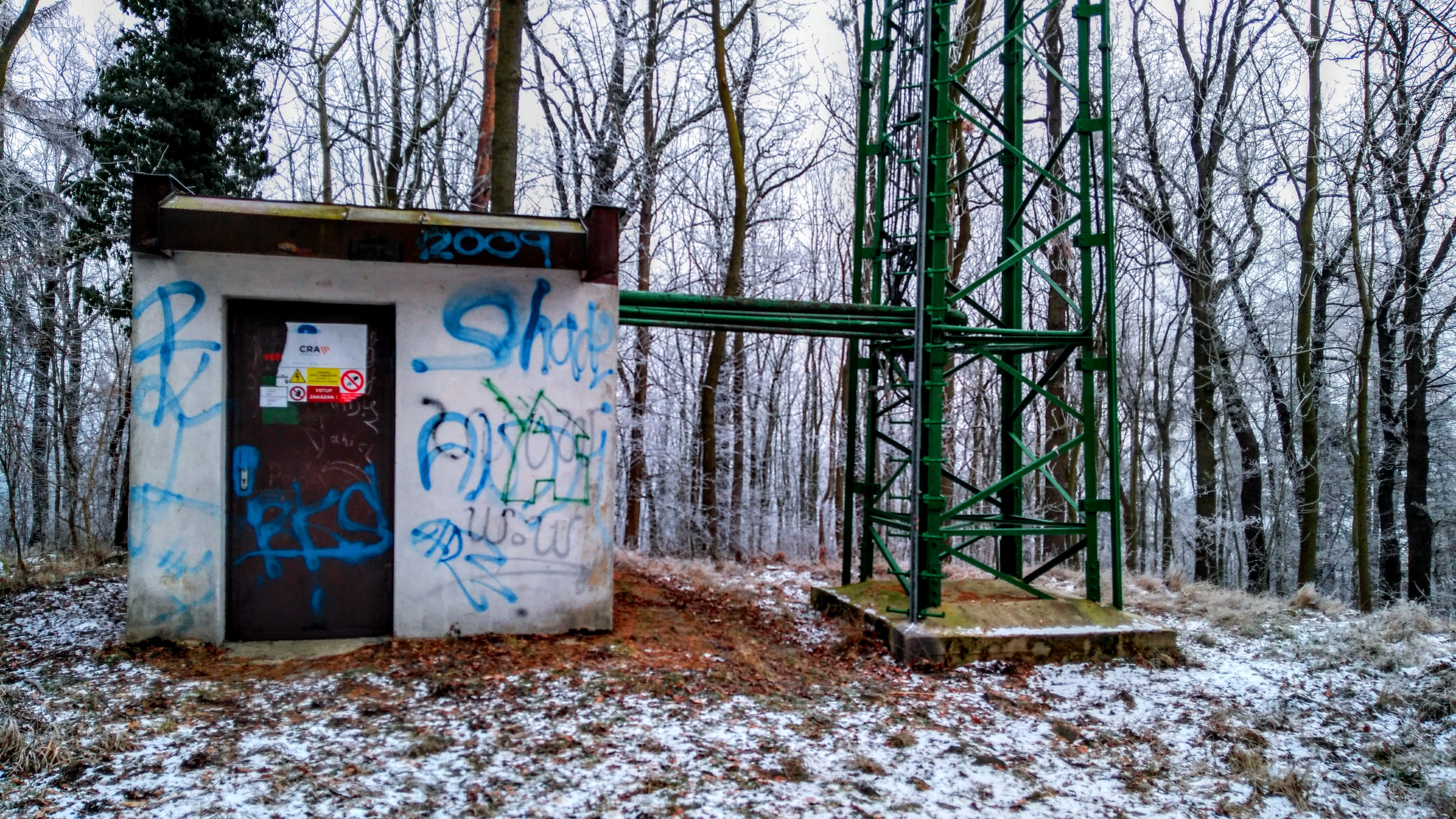
Základna se servisní budovou.